# Ministério da Educação (França)
O  Ministério Francês da Educação Nacional, Ensino Superior e Pesquisa é o departamento do Governo da República Francesa que tem por missão definir, coordenar, executar e avaliar as políticas nacionais dirigidas à educação, com as políticas de qualificação profissional.

## Hôtel de Rochechouart

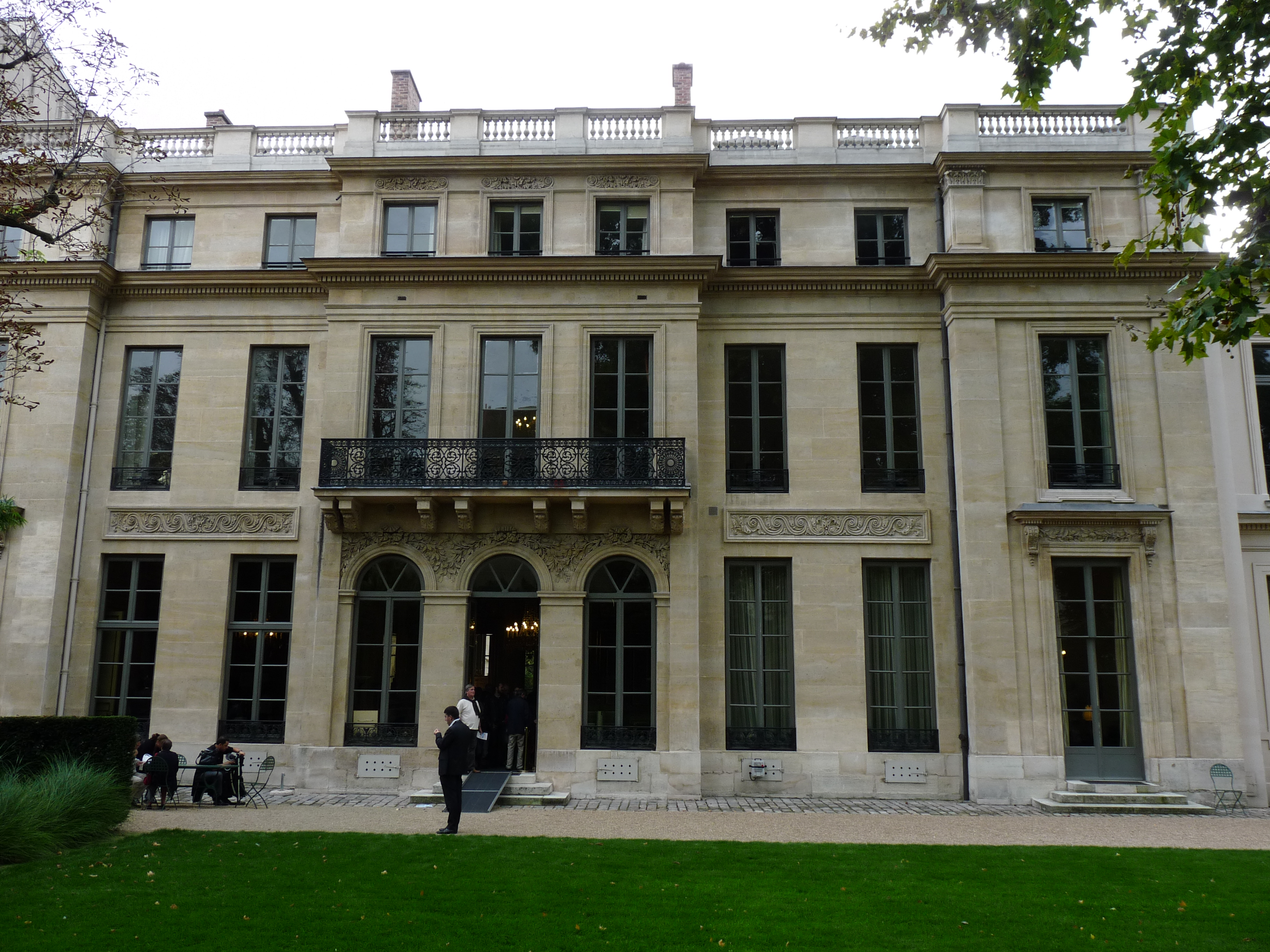
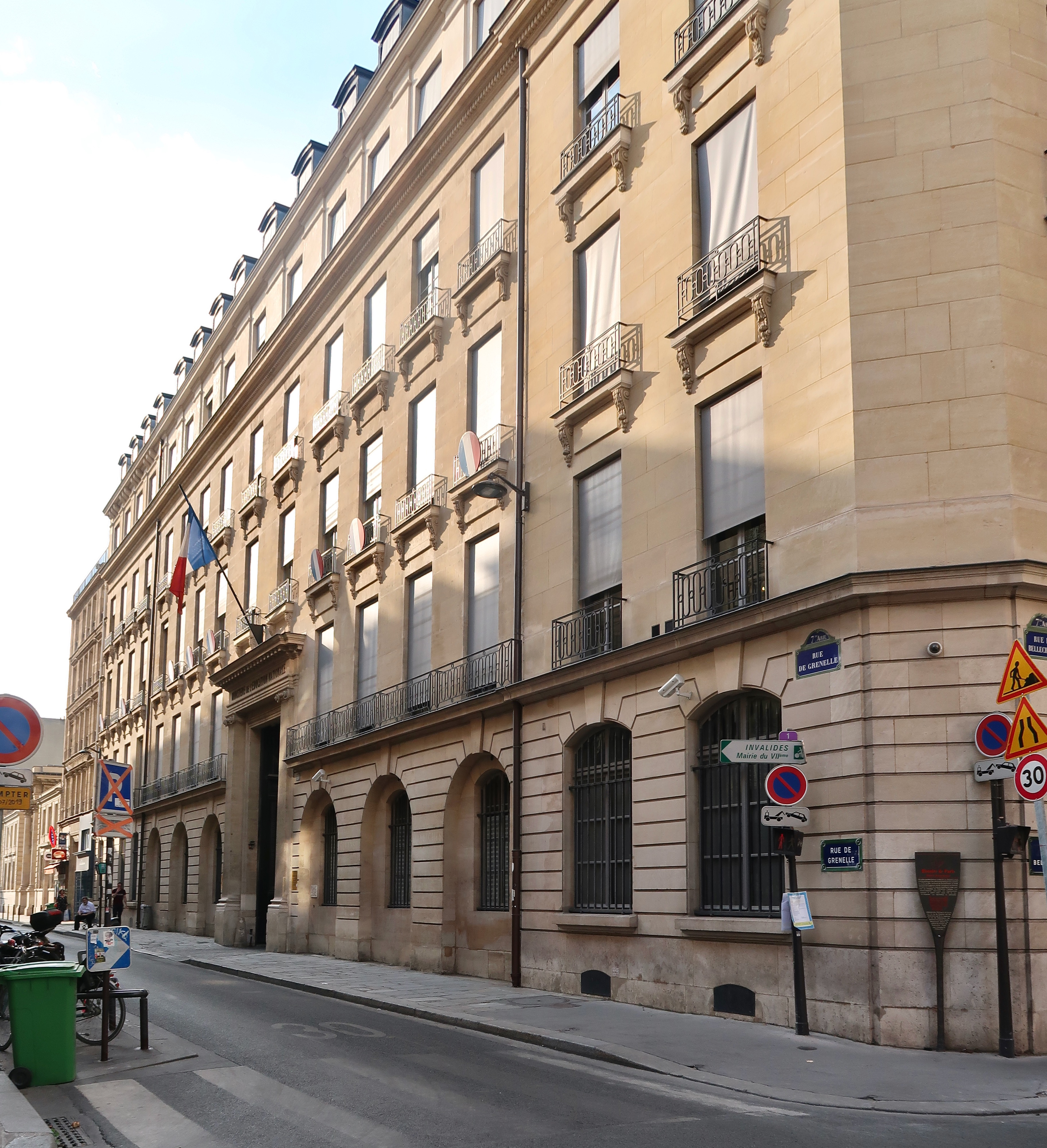
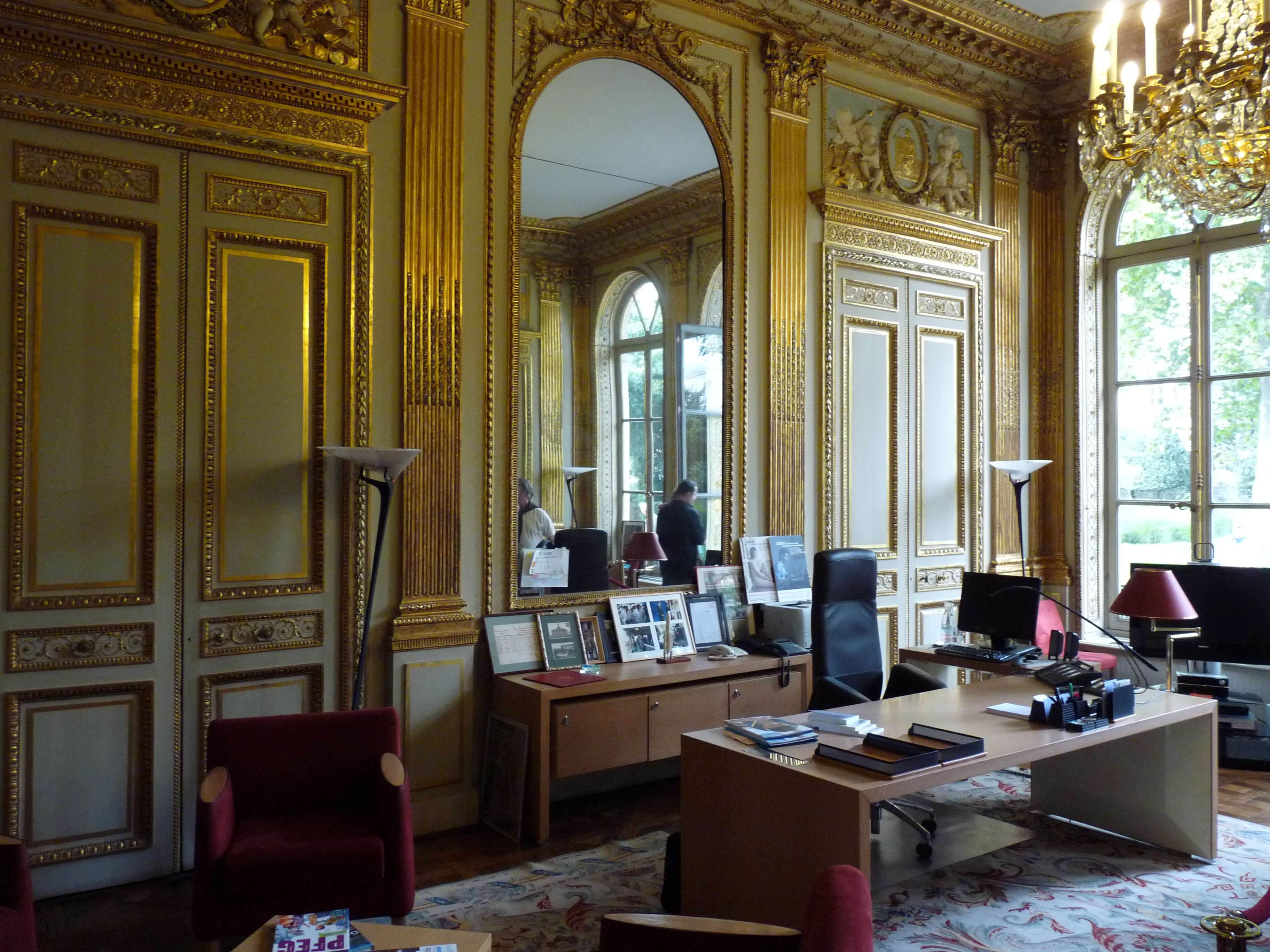
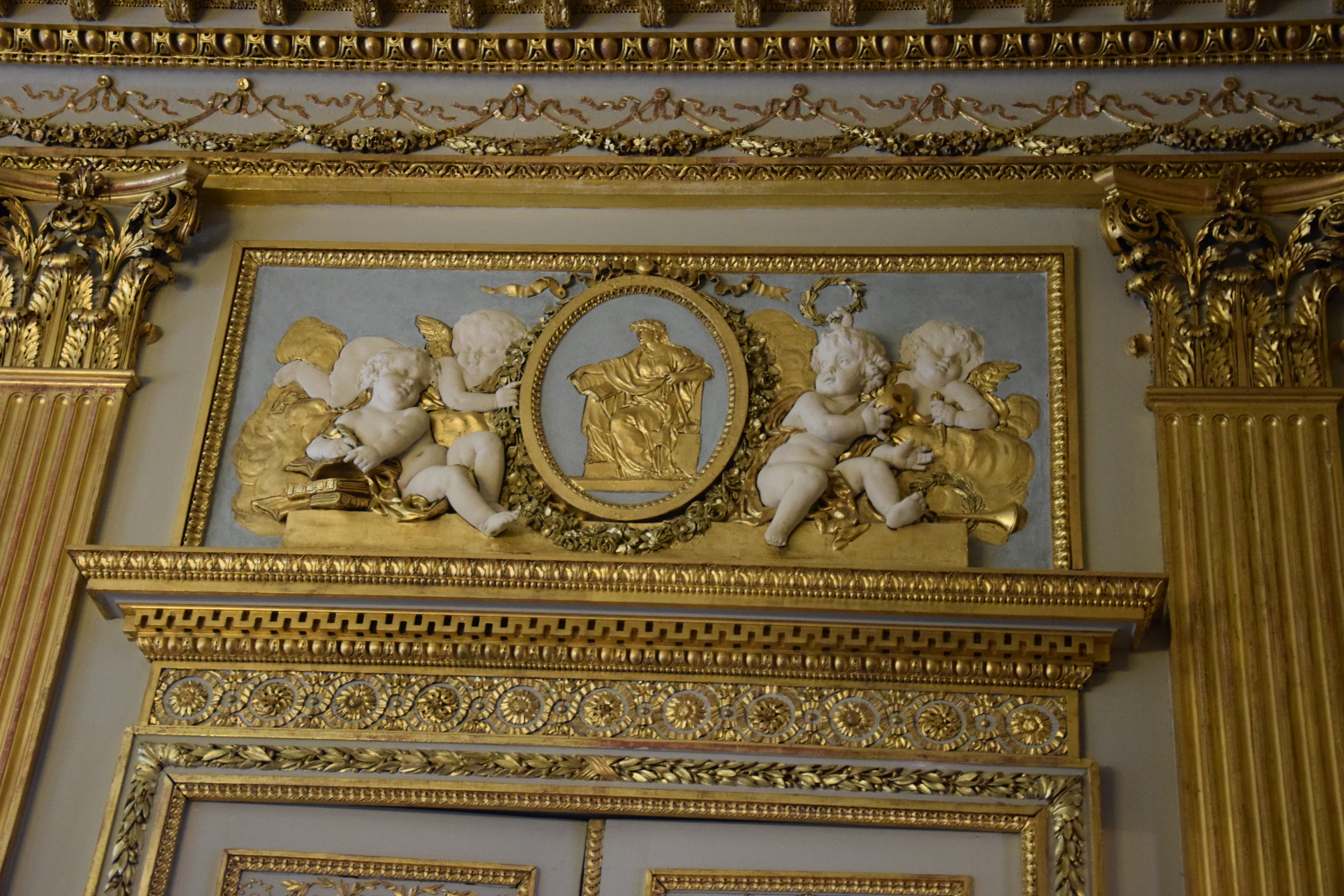
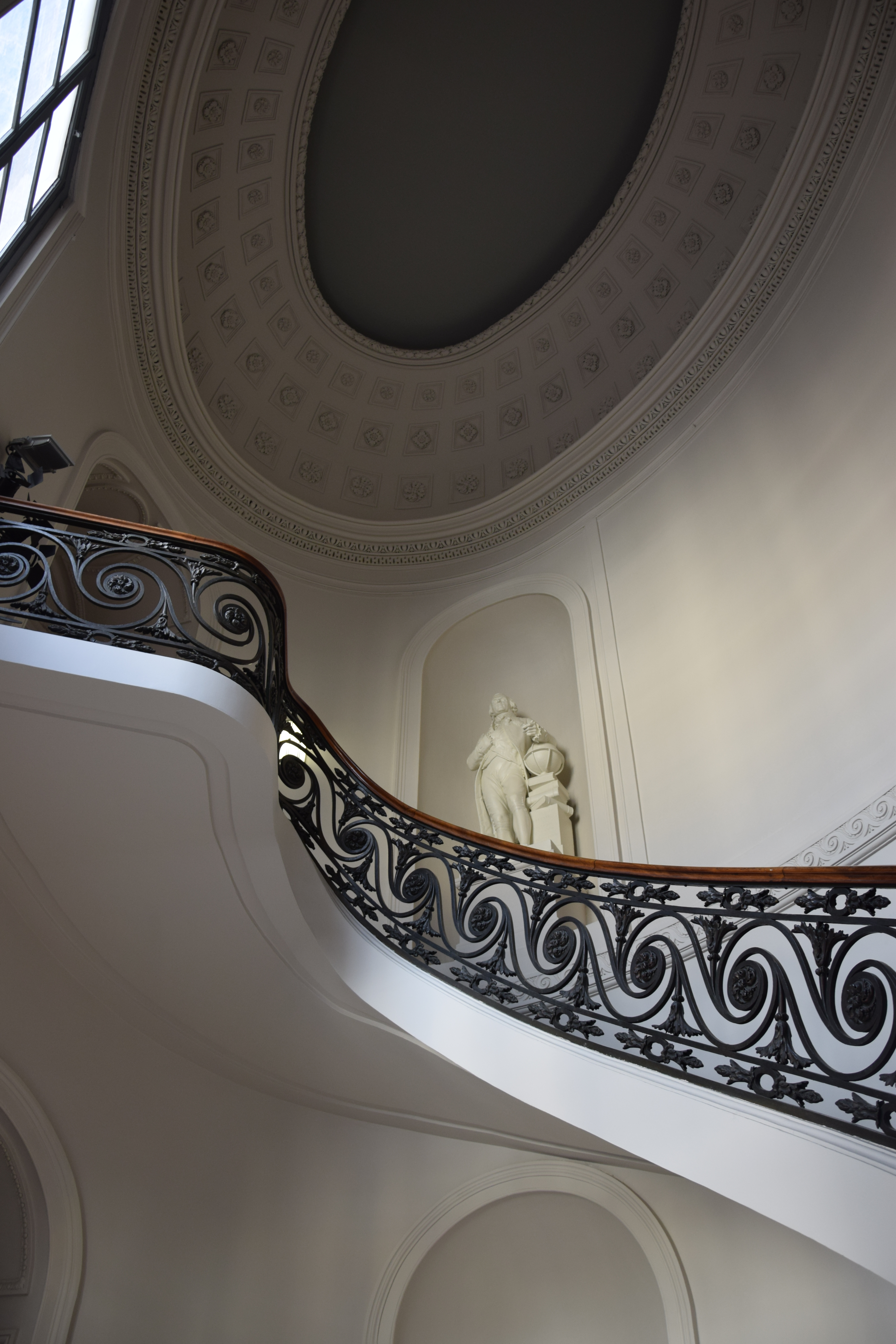